# Parasipyloidea aenea
Parasipyloidea aenea är en insektsart som beskrevs av Ludwig Redtenbacher 1908. Parasipyloidea aenea ingår i släktet Parasipyloidea och familjen Diapheromeridae. Inga underarter finns listade i Catalogue of Life.